# Campoalegre

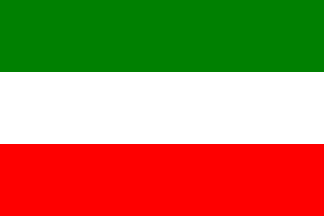
Bandeira oficial do município de Campoalegre.

Campoalegre é um município da Colômbia, localizado no departamento de Huila.